# 塞達爾格羅夫 (加利福尼亞州弗雷斯諾縣)
塞達爾格羅夫（英語：Cedar Grove）是位於美國加利福尼亞州弗雷斯諾縣的一個非建制地區。該地的面積和人口皆未知。

## 地理
塞達爾格羅夫的座標為36°47′27″N 118°40′13″W / 36.79083°N 118.67028°W，而該地的平均海拔高度為1405米（即4610英尺）。